# 尼沃凯尔肯
尼沃凯尔肯（荷蘭語：Nieuwerkerken，荷蘭語發音：[ˈniʋərˌkɛrkə(n)]）是比利时弗拉芒大區林堡省哈瑟爾特區的一个市镇，西与弗拉芒布拉班特省接壤，通行荷蘭語，是弗拉芒社群的一部分，面积22.46平方千米，人口6,960人（2018年1月1日）。